# Wargnies-le-Grand
Pour les articles homonymes, voir Wargnies.
Wargnies-le-Grand est une commune française située dans le département du Nord, en région Hauts-de-France.

## Géographie

### Localisation
La commune de Wargnies-le-Grand est située à quelques kilomètres au nord de la ville du Quesnoy (Nord), non loin de la frontière belge. Elle se trouve le long de l'ancienne route nationale 49, appelé RD 649, voie rapide qui relie les agglomérations de Valenciennes et de Maubeuge.
La commune s'étend sur 5,7 km2. La densité de population est de 194 habitants par kilomètre carré sur la commune. Entourée par les communes de Wargnies-le-Petit, Jenlain et Bry, Wargnies-le-Grand est situé à 11 km au sud-est de Valenciennes, la plus grande ville à proximité. La commune fait partie du Parc naturel régional de l'Avesnois.
| Sebourg | Eth               | Bry |
| Jenlain | Wargnies-le-Grand |     |
|         | Wargnies-le-Petit |     |

### Hydrographie

#### Réseau hydrographique
La commune est située dans le bassin Artois-Picardie. Elle est drainée par l'Aunelle et le ruisseau de Saint Jean,,.
L'Aunelle, d'une longueur de 27 km, prend sa source dans la commune de Locquignol et se jette  dans l'Hogneau à la frontière franco-belge en face de Quiévrain et Hensies.

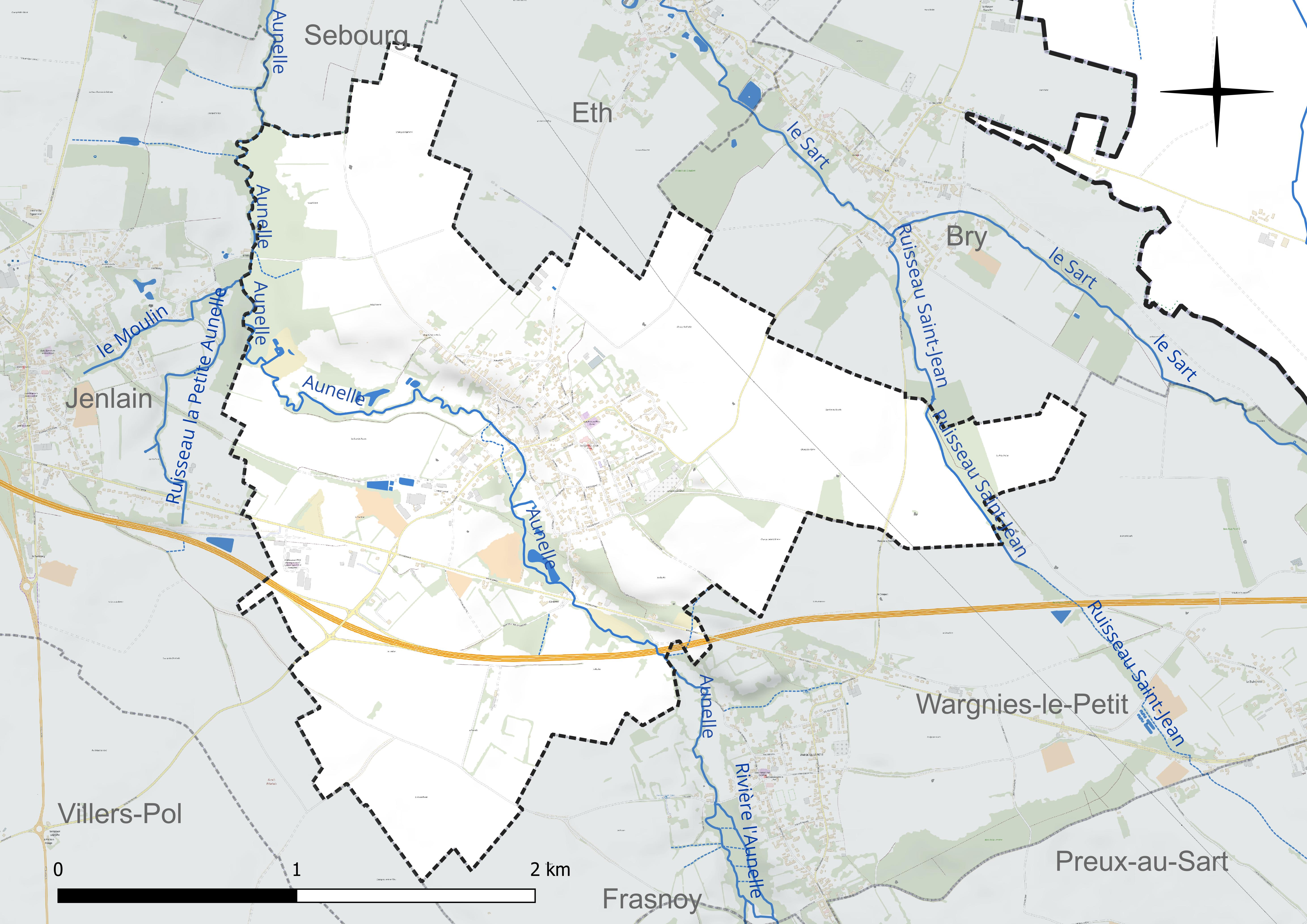
Réseau hydrographique de Wargnies-le-Grand.

#### Gestion et qualité des eaux
Le territoire communal est couvert par le schéma d'aménagement et de gestion des eaux (SAGE) « Escaut ». Ce document de planification concerne un territoire de 2 005 km2 de superficie, délimité par le bassin versant de l'Escaut. Le périmètre a été arrêté le 9 juin 2006 et le SAGE proprement dit a été approuvé le 13 juillet 2021. La structure porteuse de l'élaboration et de la mise en œuvre est le syndicat mixte Escaut et Affluents (SyMEA).
La qualité des cours d'eau peut être consultée sur un site dédié géré par les agences de l'eau et l'Agence française pour la biodiversité.

### Climat
Pour des articles plus généraux, voir Climat des Hauts-de-France et Climat du Nord.
En 2010, le climat de la commune est de type climat océanique dégradé des plaines du Centre et du Nord, selon une étude du CNRS s'appuyant sur une série de données couvrant la période 1971-2000. En 2020, Météo-France publie une typologie des climats de la France métropolitaine dans laquelle la commune est exposée à un climat océanique altéré et est dans la région climatique Nord-est du bassin Parisien, caractérisée par un ensoleillement médiocre, une pluviométrie moyenne régulièrement répartie au cours de l'année et un hiver froid (3 °C).
Pour la période 1971-2000, la température annuelle moyenne est de 10,2 °C, avec une amplitude thermique annuelle de 14,9 °C. Le cumul annuel moyen de précipitations est de 797 mm, avec 12,5 jours de précipitations en janvier et 9,4 jours en juillet. Pour la période 1991-2020, la température moyenne annuelle observée sur la station météorologique la plus proche, située sur la commune de Valenciennes à 11 km à vol d'oiseau, est de 11,0 °C et le cumul annuel moyen de précipitations est de 694,1 mm,. Pour l'avenir, les paramètres climatiques de la commune estimés pour 2050 selon différents scénarios d'émission de gaz à effet de serre sont consultables sur un site dédié publié par Météo-France en novembre 2022.

## Urbanisme

### Typologie
Au 1er janvier 2024, Wargnies-le-Grand est catégorisée bourg rural, selon la nouvelle grille communale de densité à sept niveaux définie par l'Insee en 2022.
Elle est située hors unité urbaine. Par ailleurs la commune fait partie de l'aire d'attraction de Valenciennes (partie française), dont elle est une commune de la couronne,. Cette aire, qui regroupe 102 communes, est catégorisée dans les aires de 200 000 à moins de 700 000 habitants,.

### Occupation des sols
L'occupation des sols de la commune, telle qu'elle ressort de la base de données européenne d'occupation biophysique des sols Corine Land Cover (CLC), est marquée par l'importance des territoires agricoles (85,3 % en 2018), une proportion sensiblement équivalente à celle de 1990 (84,5 %). La répartition détaillée en 2018 est la suivante : 
terres arables (62,5 %), prairies (12,3 %), zones urbanisées (10,5 %), zones agricoles hétérogènes (10,4 %), forêts (4,3 %). L'évolution de l'occupation des sols de la commune et de ses infrastructures peut être observée sur les différentes représentations cartographiques du territoire : la carte de Cassini (XVIIIe siècle), la carte d'état-major (1820-1866) et les cartes ou photos aériennes de l'IGN pour la période actuelle (1950 à aujourd'hui).

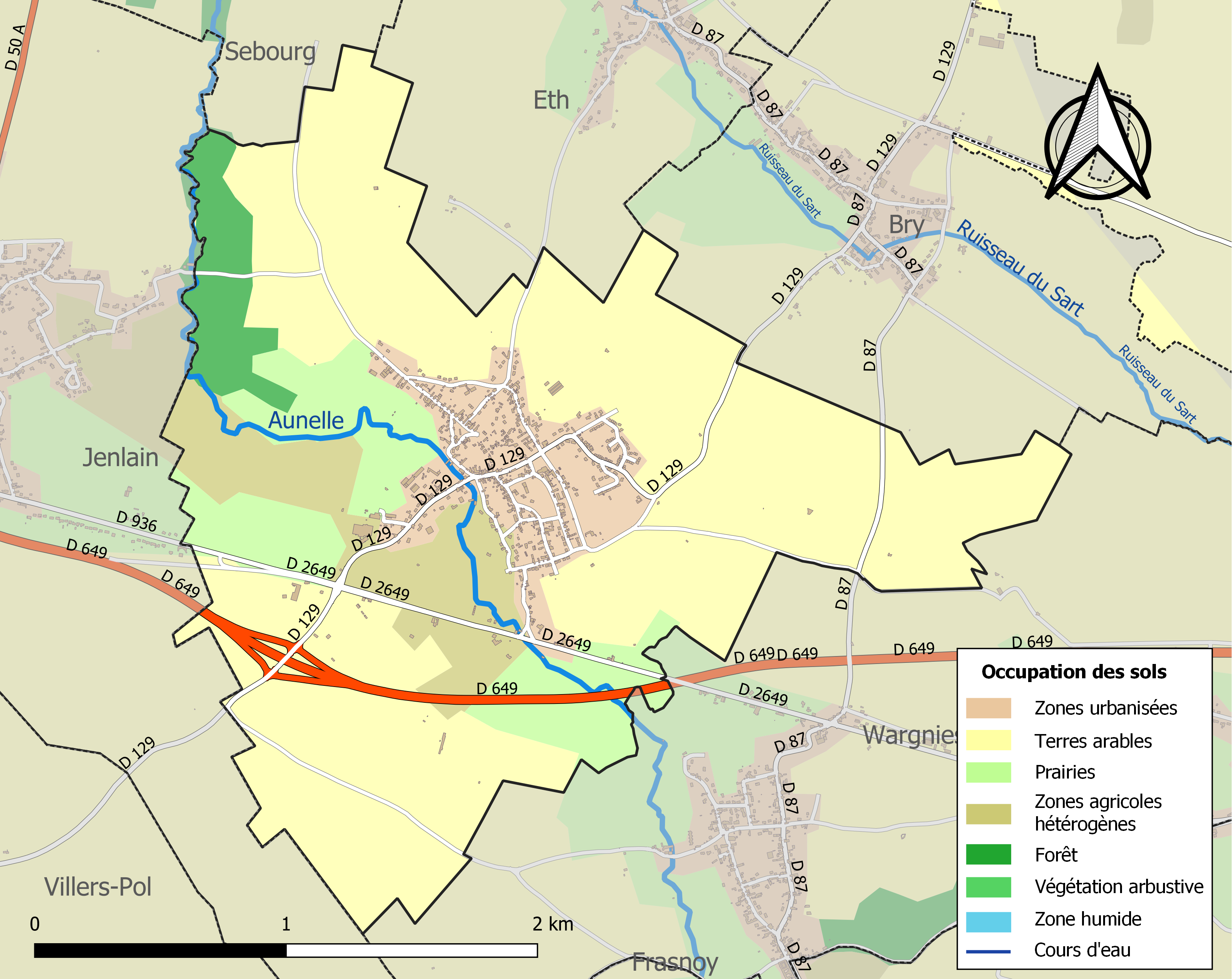
Carte des infrastructures et de l'occupation des sols de la commune en 2018 (CLC).

## Toponymie
Noms anciens : Warniacus, 899, cartulaire de l'abbaye de Saint-Amand - Wariniacum, id. - Warini, Chron. de Gislebert, 122 - Guariniacum, 1107, Miroeus II, 1151 - Grant Warngny, 1186, J. de G., ann. du Hain. XII, 339 - Gariniacum, 1210, cartulaire de l'abbaye de Saint-Amand - Warigniacum, 1246, id. - Waregni, 1285, 1er cart. du Hainaut - Waregny, 1302, 2ème cart. du Hainaut - Grand-Waregni, 1349, Pouillé de Cambrai - Wargny, 1354, pierre tombale du lieu - Warny-le-Grand, Grand-Warnies, doc. typographiques.[réf. nécessaire]

## Histoire
Wargnies-le-Grand est située sur une des sept anciennes voies romaines (Chaussée Brunehaut) autour de Bavay. La présence des Romains sur le territoire de la commune  est prouvée par des trouvailles archéologiques romaines.
En 847, le village est la propriété de l'abbaye de Saint-Amand.
Pendant l'époque féodale, Wargnies (orthographié également Wargny) est une seigneurie. Il reste quelques vestiges du château des seigneurs de Wargnies dont les anciennes prisons.
Gilles de Wargnies combat et trouve la mort à la bataille d'Azincourt en 1415.
Wargnies-le-Grand et Wargnies-le-Petit sont unis dans un marquisat en 1651.
Le 26 janvier 1651, par lettres données à Madrid, Philippe d'Anneux, chevalier, baron de Crèvecœur, premier pair en Cambrésis, châtelain héréditaire de Cambrai, seigneur d'Abancourt, Rumilly, Saint-Souplet, Fontaine-au-Pire, etc., gouverneur d'Avesnes, bénéficie de l'érection de la terre et seigneurie de Grand-Wargnies (Wargnies-le-Grand) en marquisat, en y joignant les seigneuries de Boussois-sur-Sambre (Boussois)  et Bual en Hainaut.
Les deux localités sont séparées de nouveau en 1754.

### La Grande Aumône
Wargnies-le-Grand est la seule commune de France où le percepteur distribue de l'argent aux contribuables[réf. nécessaire]. Les origines de cette tradition se perdent dans la nuit des temps et nourrissent plusieurs hypothèses. Pour l'une, il s'agirait d'une fondation instaurée à la suite d'un désastre, peut-être l'incendie provoqué en 1340 par le duc de Normandie. Pour une autre, en pleine guerre de Cent ans, le comte de Hainaut s'allie au roi d'Angleterre. En 1340, une armée est alors envoyée par le roi de France, conduite par le duc de Normandie, pour attaquer les terres des félons. N'ayant pas pu prendre la place forte du Quesnoy, les français se seraient repliés vers Valenciennes, tout en ravageant les villages sur leur chemin, comme Wargnies-le-Grand mis à sac, avec les cultures incendiées. Soucieux de repeupler son fief, le seigneur local aurait pris une mesure fiscale propre à attirer et y fixer des habitants. Une autre hypothèse y voit une incitation prodiguée par Baudouin, comte du Hainaut, et destinée à repeupler le village qui aurait été décimé par une épidémie, de peste ou de choléra, au XIIe siècle. Monsieur le comte aurait alors laissé aux manants vingt-quatre mancaudées de terres labourables placées sous l'institution dite de la "Grande Aumône".
Avant la Révolution, ces biens étaient administrés par les mayeurs et échevins de Wargnies-le-Grand. Plus tard, la gestion en fut confiée au bureau de bienfaisance. L'arrêté préfectoral du 30 mai 1808 les remit sous l'administration du corps municipal et simplifia le mode de distribution des revenus.
Remembrement, échanges ou ventes de parcelles, mise à quatre voies de la RN 49 : ce patrimoine connut des transformations au fil des âges. Il est aujourd'hui d'une superficie de 14 ha 81 a 56 ca, qui a généré, en 2009, 2 795 euros de fermages, à partager entre les mille et quelques Wargnisiens.
Les habitants poussent chaque année la porte de la salle des fêtes. Ils notifient leur retrait sur la feuille d'émargement. Car la distribution est préparée aussi minutieusement qu'une journée d'élection. Chacun des foyers bénéficiaires de la manne dispose d'une enveloppe à son nom, qui contient la fameuse somme.

## Politique et administration
Maire de 1802 à 1807 : M. J. Valin,.

Maire en 1939 : Dehove.
| Période                                  | Période                    | Identité        | Étiquette | Qualité                                               |
| ---------------------------------------- | -------------------------- | --------------- | --------- | ----------------------------------------------------- |
| Les données manquantes sont à compléter. |                            |                 |           |                                                       |
| mars 2011                                | mars 2008                  | Bernard Dupont  |           |                                                       |
| mars 2008                                | En cours (au 15 mars 2020) | Catherine Morel |           | Assistante maternelle Réélue pour le mandat 2020-2026 |

## Population et société

### Démographie

#### Évolution démographique
L'évolution du nombre d'habitants est connue à travers les recensements de la population effectués dans la commune depuis 1793. Pour les communes de moins de 10 000 habitants, une enquête de recensement portant sur toute la population est réalisée tous les cinq ans, les populations de référence des années intermédiaires étant quant à elles estimées par interpolation ou extrapolation. Pour la commune, le premier recensement exhaustif entrant dans le cadre du nouveau dispositif a été réalisé en 2008.

En 2022, la commune comptait 1 113 habitants, en évolution de +2,02 % par rapport à 2016 (Nord : +0,51 %, France hors Mayotte : +2,11 %).
| 1793 | 1800 | 1806 | 1821 | 1831 | 1836 | 1841 | 1846 | 1851 |
| ---- | ---- | ---- | ---- | ---- | ---- | ---- | ---- | ---- |
| 551  | 396  | 623  | 631  | 693  | 665  | 700  | 755  | 825  |

| 1856 | 1861 | 1866 | 1872 | 1876 | 1881 | 1886  | 1891  | 1896 |
| ---- | ---- | ---- | ---- | ---- | ---- | ----- | ----- | ---- |
| 820  | 860  | 901  | 918  | 937  | 965  | 1 030 | 1 042 | 982  |

| 1901 | 1906 | 1911 | 1921 | 1926 | 1931 | 1936 | 1946 | 1954 |
| ---- | ---- | ---- | ---- | ---- | ---- | ---- | ---- | ---- |
| 947  | 872  | 849  | 776  | 841  | 781  | 817  | 786  | 814  |

| 1962 | 1968 | 1975 | 1982  | 1990  | 1999  | 2006  | 2008  | 2013  |
| ---- | ---- | ---- | ----- | ----- | ----- | ----- | ----- | ----- |
| 794  | 782  | 782  | 1 000 | 1 018 | 1 048 | 1 051 | 1 052 | 1 057 |

| 2018  | 2022  | - | - | - | - | - | - | - |
| ----- | ----- | - | - | - | - | - | - | - |
| 1 110 | 1 113 | - | - | - | - | - | - | - |

#### Pyramide des âges
La population de la commune est relativement jeune.
En 2018, le taux de personnes d'un âge inférieur à 30 ans s'élève à 35,9 %, soit en dessous de la moyenne départementale (39,5 %). À l'inverse, le taux de personnes d'âge supérieur à 60 ans est de 20,3 % la même année, alors qu'il est de 22,5 % au niveau départemental.
En 2018, la commune comptait 551 hommes pour 559 femmes, soit un taux de 50,36 % de femmes, légèrement inférieur au taux départemental (51,77 %).
Les pyramides des âges de la commune et du département s'établissent comme suit.
| Hommes | Classe d’âge | Femmes |
| ------ | ------------ | ------ |
| 0,0    | 90 ou +      | 0,4    |
| 2,4    | 75-89 ans    | 5,7    |
| 16,3   | 60-74 ans    | 15,9   |
| 22,0   | 45-59 ans    | 22,2   |
| 21,1   | 30-44 ans    | 22,4   |
| 13,8   | 15-29 ans    | 13,6   |
| 24,5   | 0-14 ans     | 19,9   |

| Hommes | Classe d’âge | Femmes |
| ------ | ------------ | ------ |
| 0,5    | 90 ou +      | 1,4    |
| 5,3    | 75-89 ans    | 8,1    |
| 14,8   | 60-74 ans    | 16,2   |
| 19,1   | 45-59 ans    | 18,4   |
| 19,5   | 30-44 ans    | 18,7   |
| 20,7   | 15-29 ans    | 19,1   |
| 20,2   | 0-14 ans     | 18     |

## Culture locale et patrimoine

### Lieux et monuments

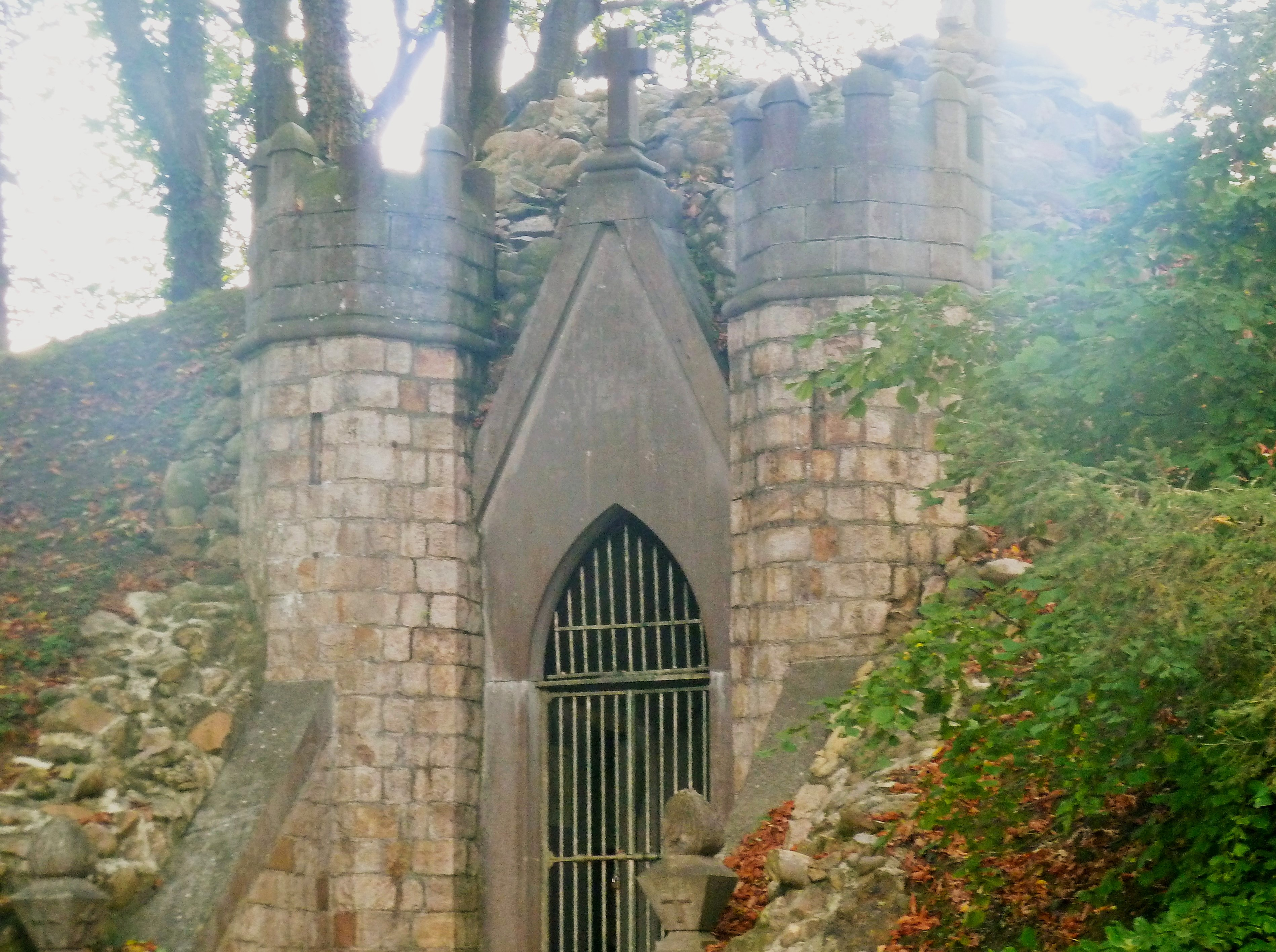
Wargnies-le-Grand, le mausolée du Philanthrope.

- L'église Saint-Amand ; dans l'église : la statue de saint Nicolas.
- Dans l'église : Le calvaire de Danezan.
- Au cimetière : le mausolée du Philanthrope (caveau Delvallée) avec son gisant : dans la salle souterraine, tapissée de pierre bleue, le sarcophage réaliste représente le défunt sur son lit de mort. À son chevet est agenouillée une religieuse en prière pour l'éternité, message d'outre-tombe appelant à la paix et au recueillement. Ce « philanthrope », riche célibataire en 1926, avait mené une vie charitable et légué ses biens aux pauvres.
- La maison du Philanthrope.
- Le casemate de Jenlain de 1936.
- Chapelle Saint Roch.
- Chapelle de la Sainte Vierge.
- Monument aux morts.
- Le cimetière communal de Wargnies héberge 24 tombes de guerre de la Commonwealth War Graves Commission de soldats morts le 4 ou 5 novembre 1918 à la libération[29].

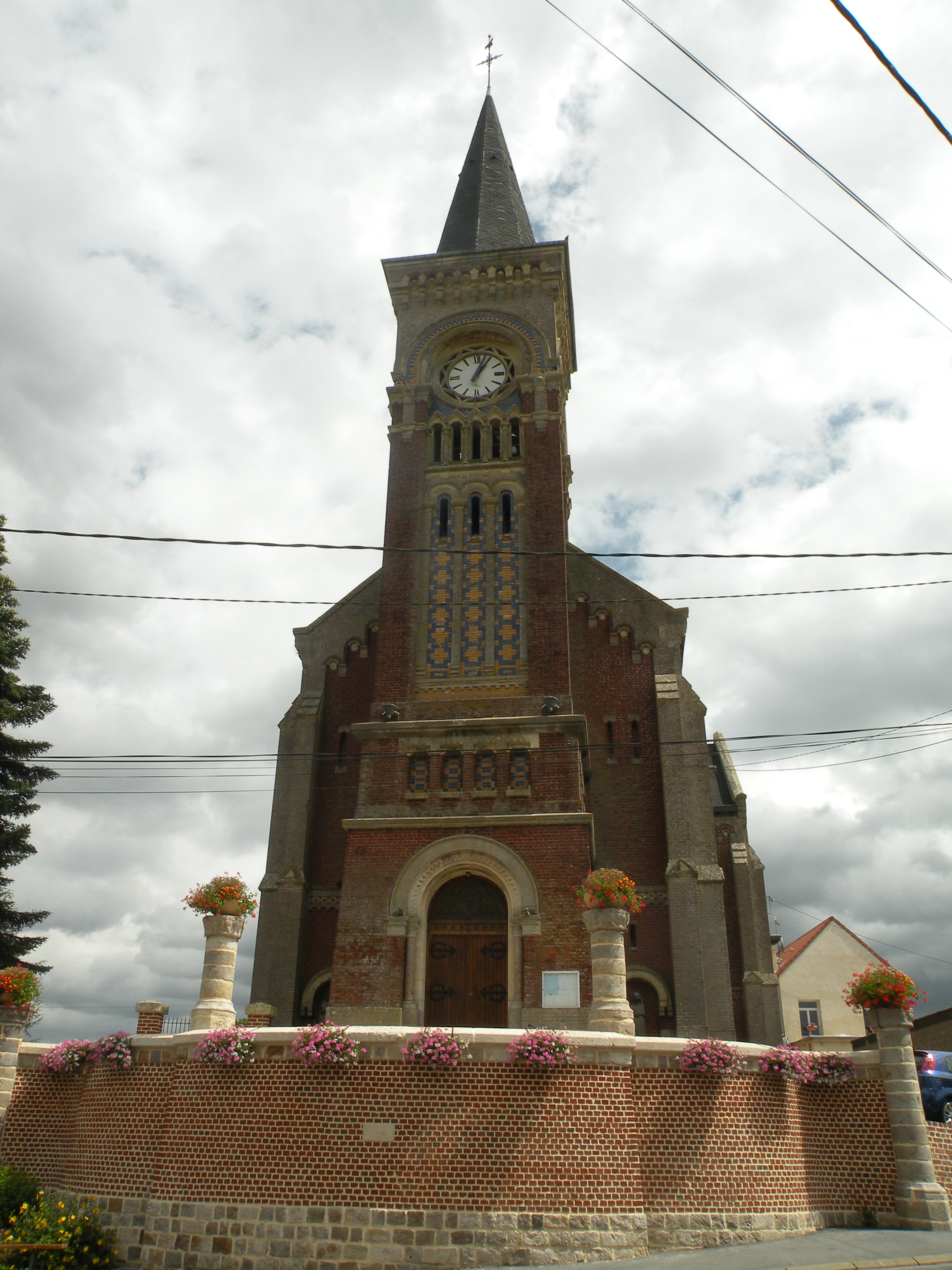
L'église Saint-Amand.
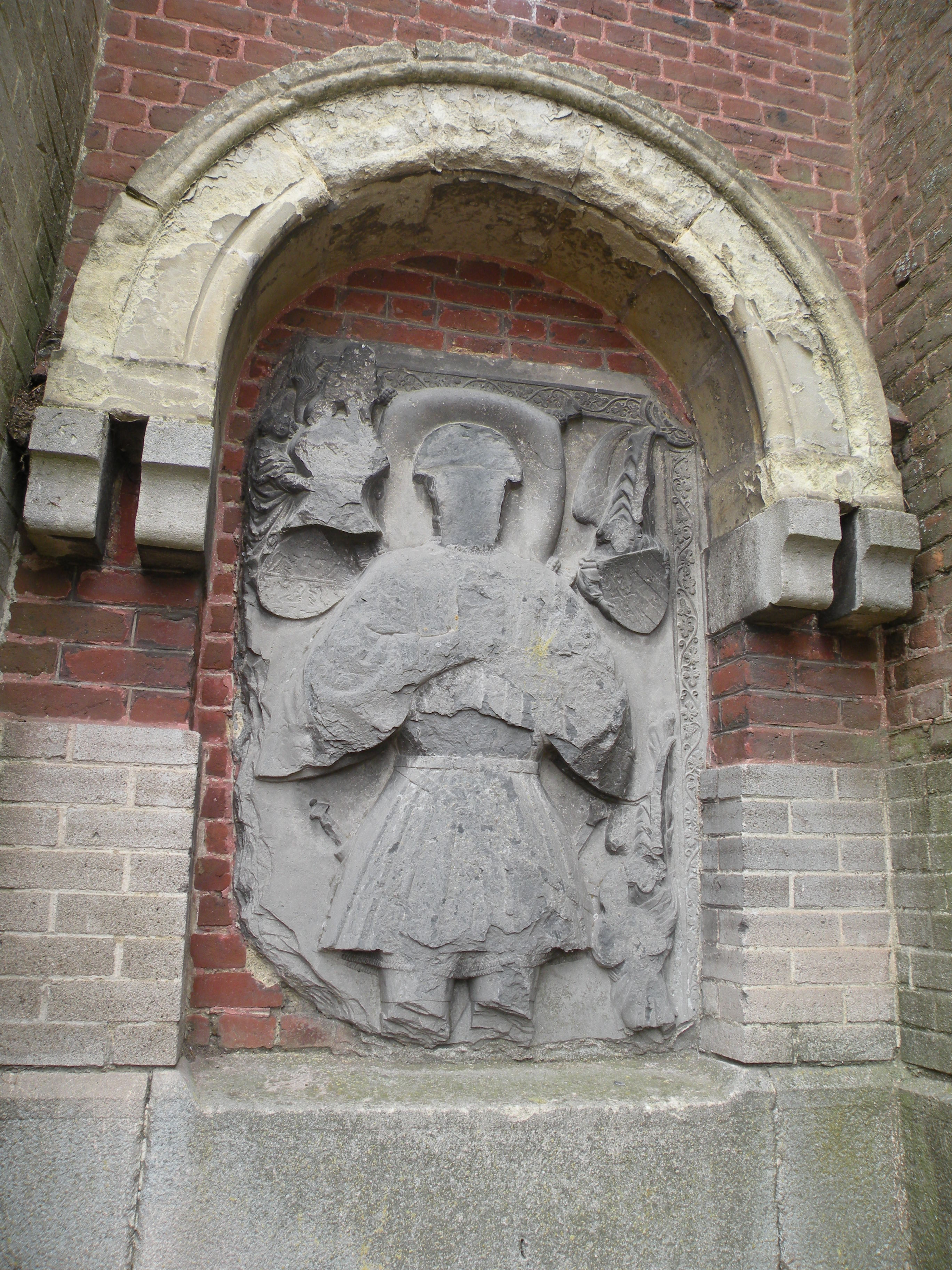
Détail de l'église.
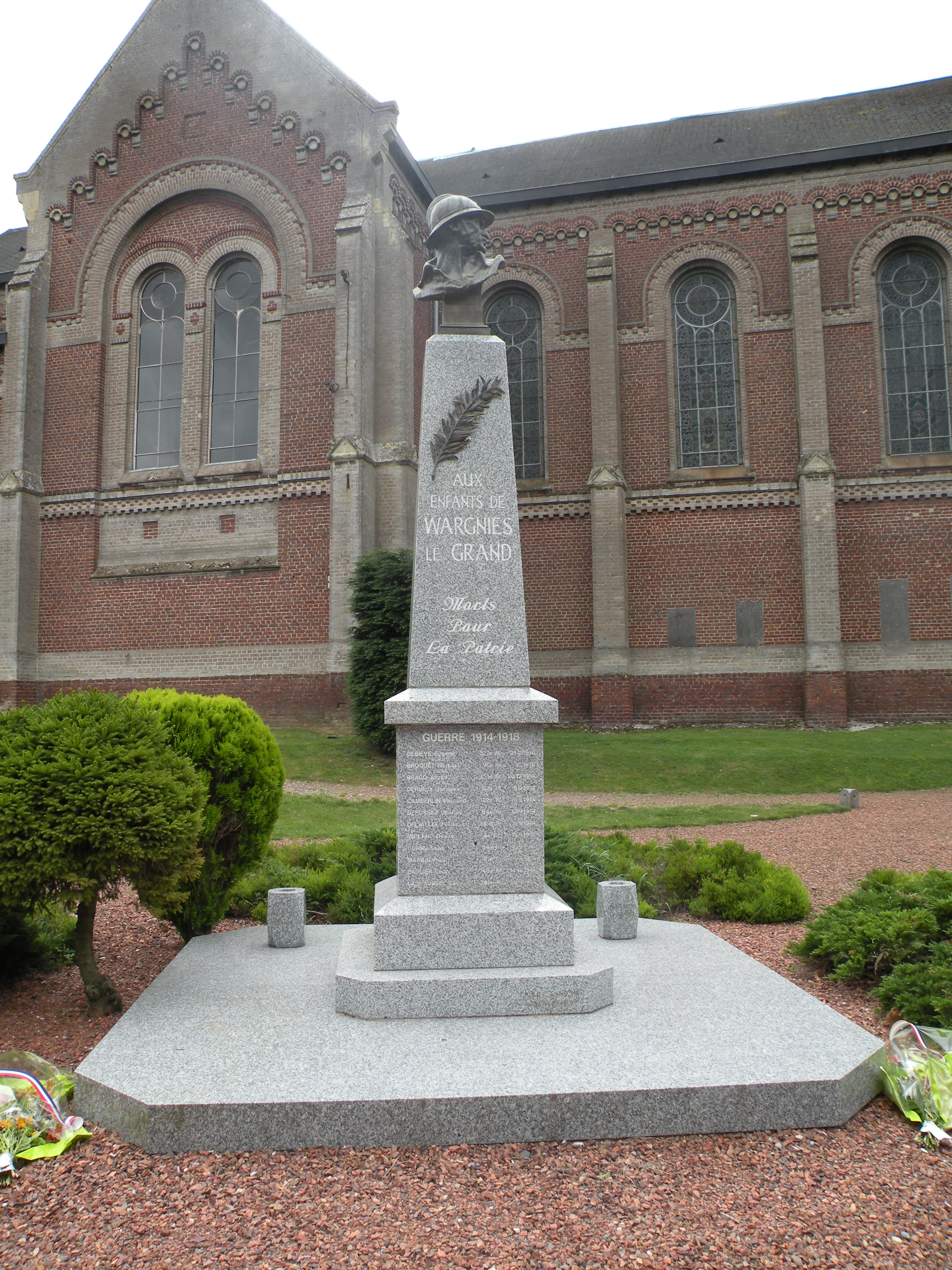
Le monument aux morts.
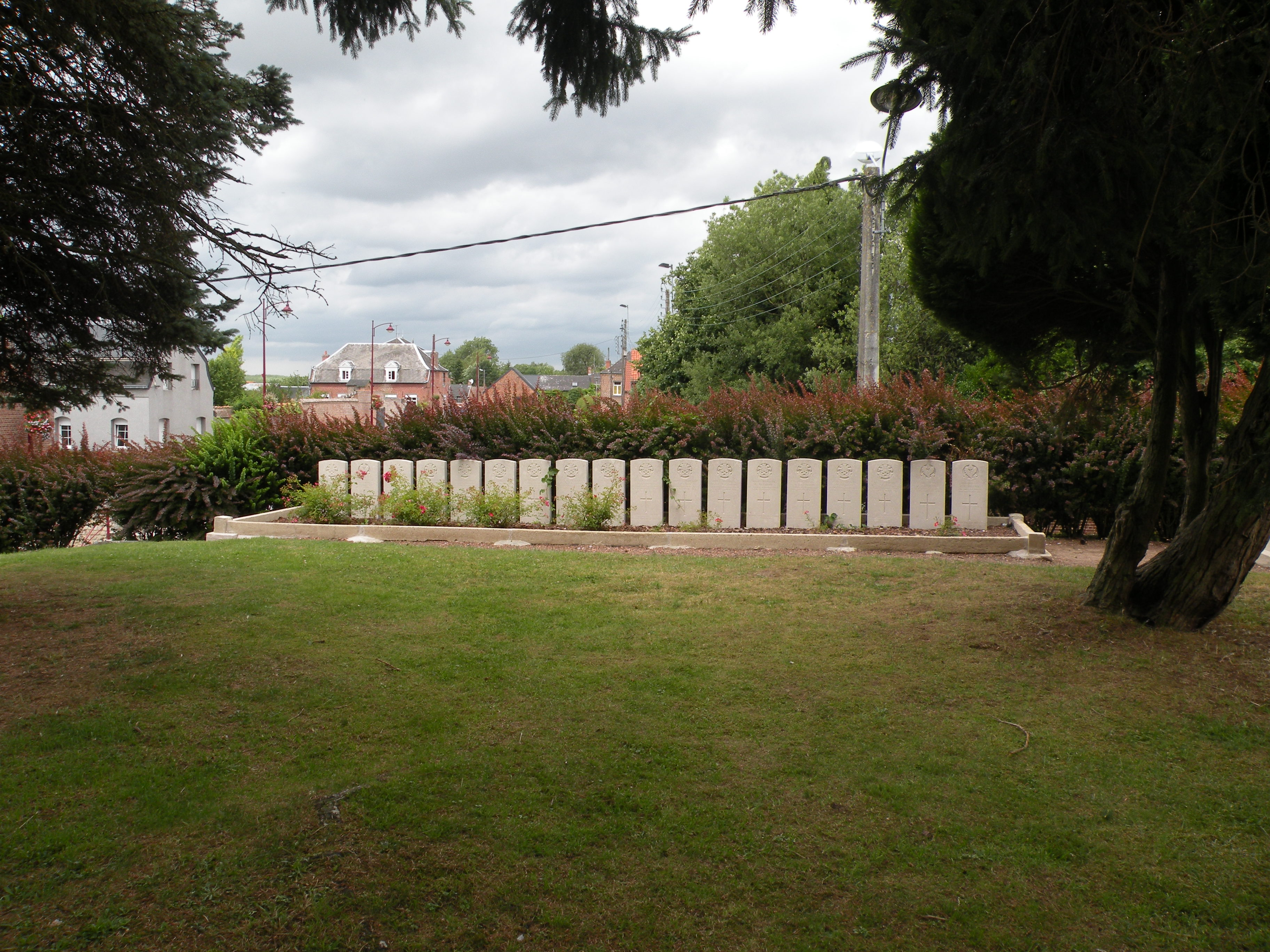
Tombes de guerre de la  CWGC.
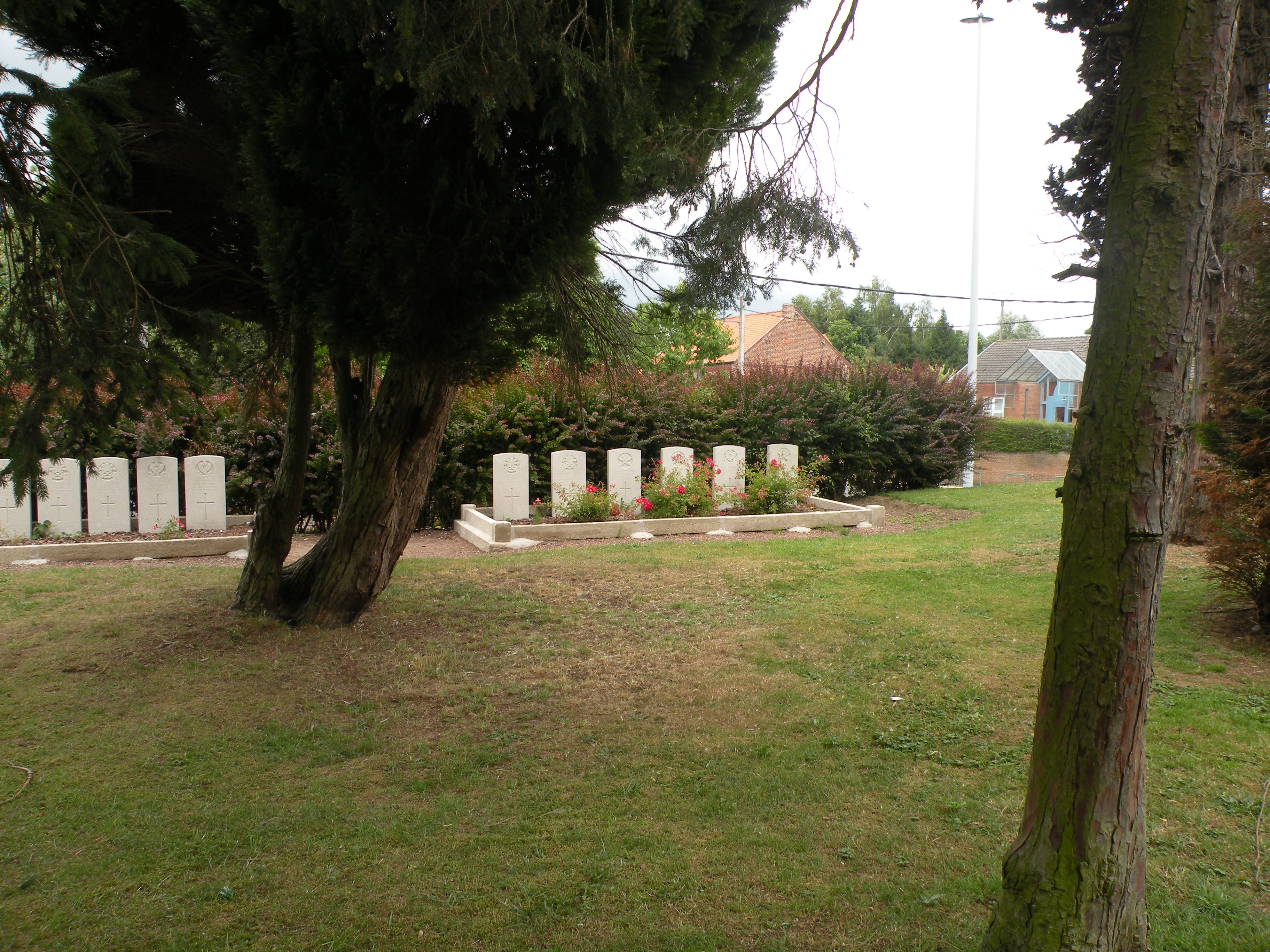
Tombes de guerre de la  CWGC.

### Héraldique
| Blason de Wargnies-le-Grand | Blason  | Bandé d'argent et de gueules. |
| Blason de Wargnies-le-Grand | Détails |                               |